# 프랑시스 부이그
프랑시스 부이그(Francis Bouygues, 1922년 12월 5일~1993년 7월 25일)는 프랑스 기업인 및 영화 프로듀서이다. 그는 1952년 프랑스 건설 및 미디어 통신회사 부이그 그룹(Bouygues)을 설립했다.

## 생애
프랑시스 부이그는 1922년 12월 5일 오베르뉴 지방에서 출생하였다.

## 학력
- 1946년 - 에콜 상트랄 파리 공학 석사

## 경력
- 1952년 - 29세 나이에 부이그(Entreprise Francis Bouygues) 건설회사 창립
- 1959년 - 부동산 개발회사 Stim 창립
- 1990년 - 아들 마르탱 부이그와 함께 영화 제작회사 CIBY2000 공동창립